# Jeu de l'inconscient
Pour plus de détails, voir Fiche technique et Distribution.
Jeu de l'inconscient (Subconscious Password) est un court métrage d'animation canadien en 3D réalisé par Chris Landreth, sorti en 2013.
Présenté au festival du film d'Annecy 2013, il remporte le Cristal du meilleur court métrage d'animation.
La plus grande partie du film a été créée au Centre des arts de l'animation du Seneca College (en) de Toronto. Plus de 15 étudiants ont travaillé sur le film, au collège ainsi qu'au studio d'animation en anglais de l'ONF à Montréal.

## Synopsis
Charles rencontre une connaissance dont le prénom ne lui revient pas. S'ensuit alors une aventure absurde dans les méandres de son cerveau pendant laquelle il participe à un jeu inspiré de l'émission télévisée Mot de passe afin de retrouver le prénom de John.

## Fiche technique
- Titre : Jeu de l'inconscient
- Titre original : Subconscious Password
- Réalisation : Chris Landreth
- Scénario : Chris Landreth
- Musique : Daniel Janke
- Conception sonore : Andy Malcom et Pierre Yves Drapeau
- Directeur de l'animation : Sean Craig
- Producteur : Marcy Page (en) et Mark Smith
- Production : Office national du film du Canada et Copper Heart Entertainment Productions
- Distribution : Office national du film du Canada
- Pays d'origine :  Canada
- Durée : 11 minutes
- Date de sortie : 
  -  France : 10 juin 2013

## Distribution
- Don McKellar
- Ron Pardo
- Patrice Goodman
- Ray Landry
- Tony Daniels
- Athena Karkanis
- Nanci Pach
- Kedar
- Denise Olivier
- Dwayne Hill
- Chris Landreth
- John R. Dilworth

## Distinctions

### Récompenses
- Festival international du film d'animation d'Annecy 2013 : Cristal d'Annecy[2]
- Meilleur court métrage d'animation, 2e cérémonie des prix Écrans canadiens

### Nominations et sélections
- Festival du film de Sundance 2014 : sélection « Animated Short Films »
- Festival international du film de Toronto 2013 : sélection « Short Cuts Canada »
- Festival international du film de Vancouver 2013